# Мартынюк, Адам Иванович
Ада́м Ива́нович Мартыню́к (укр. Адам Іванович Мартинюк; род. 16 августа 1950 года, Ветлы, Волынская область) — советский и украинский политик, кандидат исторических наук, член КПУ (с 1970 года). Почётный гражданин Любешова (2009).
Учился в Ветловской средней школе, в которой в 1967—1968 годах работал лаборантом. В 1968 году поступил в Луцкий государственный педагогический институт им. Леси Украинки, который окончил в 1972 году по специальности учитель истории и естествознания. Тогда же поступил в аспирантуру Института общественных наук НАН Украины. Жена — Валентина Филипповна, 1956 года рождения. Имеет дочь Наталью, 1979 года рождения.

## Биография

### Первые годы
С 1972 года — учитель истории средней школы с. Великая Глуша Любешовского района. В 1972—1974 годах — аспирант Института общественных наук АН УССР (г. Львов). В 1974—1975 годах — служба в Советской армии.
В 1975—1976 годах — аспирант ИОН АН УССР. С 1976 года кандидат исторических наук. В 1976—1979 годах — младший научный сотрудник ИОН, в 1979—1981 годах — старший научный сотрудник ИОН.

### Начало политической карьеры
В 1981—1988 годах — лектор, заместитель заведующего Дома политпросвещения, заместитель заведующего отделения пропаганды и агитации Львовского обкома Коммунистической партии Украины. С 1988 года — секретарь Львовского горкома КПУ, одновременно с 1989 — инструктор идеологического отдела ЦК КПУ. В ноябре 1990 — сентябре 1991 — первый секретарь Львовского горкома КПУ. Затем три года проработал охранником служебных помещений в агрофирме «Украина», Киев.
В 1991—1993 годах — член СПУ, в 1992—1993 годах — главный редактор партийной газеты «Товарищ». С 1993 года (после возобновления деятельности КПУ) — главный редактор газеты «Коммунист» (до октября 1997 года). С 1995 года — член президиума и 2-й секретарь ЦК КПУ. В 1997—1998 годах руководитель центрального избирательного штаба КПУ. В связи с реорганизацией структуры партии в 2006 году покидает должность второго секретаря и становится первым заместителем главы партии.

### В Верховной раде
С марта 1998 по апрель 2002 года — народный депутат Украины III созыва от КПУ, № 6 в списке, 1-й заместитель председателя Верховной рады Украины (9 июля 1998 — 21 января 2000).
С апреля 2002 по апрель 2006 года — народный депутат Украины IV созыва от КПУ, № 6 в списке, член регламентного комитета (июнь 2002 года — ноябрь 2003), 1-й заместитель председателя Верховной рады Украины (ноябрь 2003 года — апрель 2006).
С апреля 2006 года — народный депутат Украины 5-го созыва от КПУ, № 2 в списке. С июля 2006 года — 1-й заместитель председателя Верховной рады Украины.
С ноября 2007 года — народный депутат Украины 6-го созыва от КПУ, № 6 в списке.

## Награды
- Орден князя Ярослава Мудрого III степени (22 января 2013 года) — за значительный личный вклад в социально-экономическое, научно-техническое, культурно-образовательное развитие Украинского государства, весомые трудовые достижения, многолетний добросовестный труд[1].
- Орден князя Ярослава Мудрого IV степени (16 августа 2010 года) — за выдающийся личный вклад в развитие независимого Украинского государства, многолетнюю плодотворную законотворческую и общественно-политическую деятельность[2].
- Орден князя Ярослава Мудрого V степени (23 августа 2005 года) — за значительный личный вклад в социально-экономическое, научное и культурное развитие Украины, весомые трудовые достижения и активную общественную деятельность[3].
- Орден «Содружество» (10 февраля 2006 года, Межпарламентская ассамблея СНГ) — за активное участие в деятельности Межпарламентской Ассамблеи и её органов, вклад в укрепление дружбы между народами государств — участников Содружества[4].